# چشمه باکره
چشمه باکره (به سوئدی: Jungfrukällan) (به انگلیسی: The Virgin Spring) فیلمی سوئدی در ژانر دلهره آور به کارگردانی اینگمار برگمان محصول سال ۱۹۶۰ است. این فیلم در سایت imdb توانسته نمره‌ی ۸/۰ را کسب کند.

## داستان فیلم
سوئد، قرن سیزدهم. «کارین» (پترسون) دختر نازپرورده و باکره ملاک ثروتمند، «تور» (فون سیدو)، قرار است برای روشن کردن شمع به نذر مریم مقدس به کلیسا برود و به این مناسبت خانواده‌اش به او اجازه می‌دهند لباس خاصی را که پانزده باکره در درست کردنش نقش داشته‌اند، بپوشد. در جنگل، چوپانان به «کارین» هتک حرمت می‌کنند و سپس او را به قتل می‌رسانند. لباس‌های دختر را به غنیمت برمی‌دارند و می‌گریزند. در ادامه راه‌شان، دست اتفاق آنها را به خانه «تور» می‌رساند. تور آنها را پناه می‌دهد و از ایشان مهمان‌نوازی می‌کند. اما دیری نمی‌پاید که جنایت‌شان برملا می‌شود و «تور» را به انتقامی سخت وامی‌دارد…

## دربارهٔ فیلم
یک افسانه قرون وسطایی و ایدئال برای طرح کشمکش‌های اخلاقی مورد علاقه برگمان. خلق فضای کهن شمالی عالی و تحسین‌برانگیز است. عناصر تمثیلی و قصه پریانی جای‌جای فیلم به کار گرفته شده‌اند و سادگی ظاهری، به هیچ عنوان غنای مضمونی آن را پنهان نمی‌کند. خشونت صحنه هتک حرمت ـ به‌رغم استیلیزه بودنش ـ از تکان‌دهنده‌ترین تأثیراتی است که در فیلم‌های برگمان یافت می‌شود. برگمان ایمان و اعتقاد شخصیت‌هایش را به آزمون می‌گذارد و تصویری تردیدناپذیر اما گزنده از «معجزه» در پایان خلق می‌کند. فیلم‌برداری سیاه و سفید نیکویست ما را به دنیایی گوئی ماورائی و افسانه‌ای می‌برد.